# ジューコフ (カルーガ州)
座標: 北緯55度02分 東経36度45分 / 北緯55.033度 東経36.750度

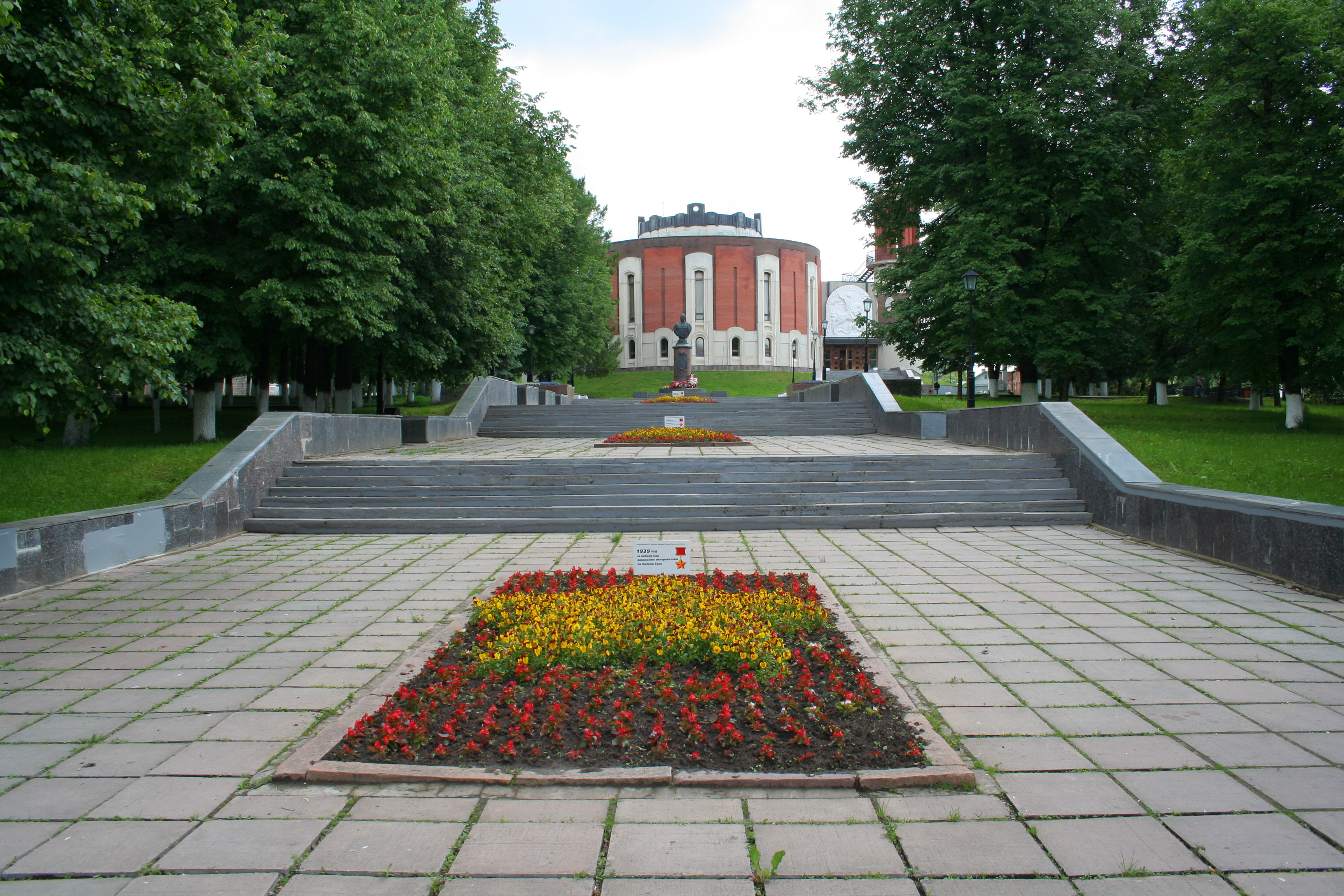

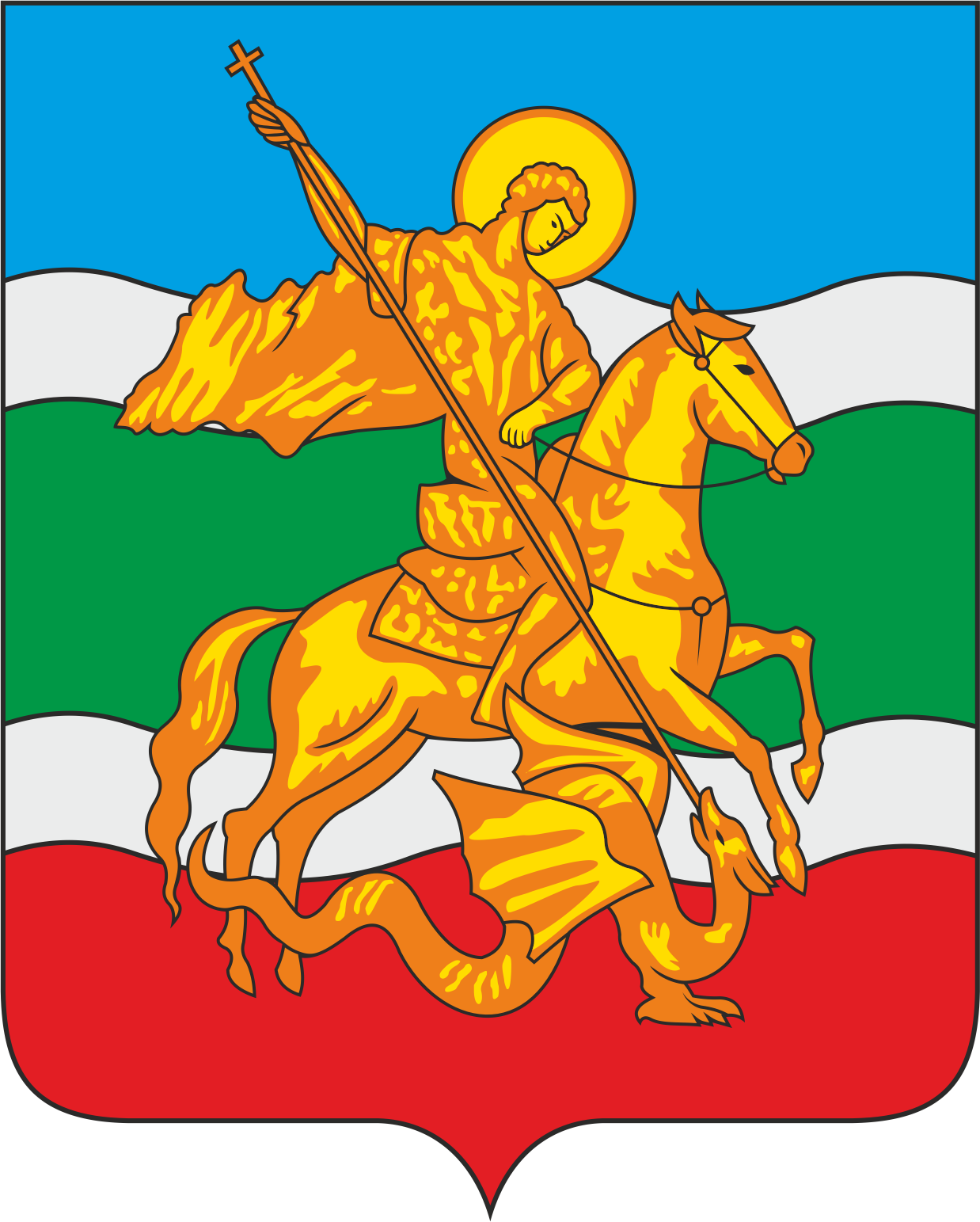
ジューコフの紋章

ジューコフ（ロシア語: Жу́ков; Zhukov）は、ロシア連邦のカルーガ州にある町。人口は1万2150人（2023年推計値）。首都モスクワの南西100キロメートル、州都カルーガの北東90キロメートルに位置する。オカ川水系に属するプロトヴァ川に、ウゴトカ川（Угодка）が合流する場所に建つ。科学都市オブニンスクに隣接する。
1989年ソ連国勢調査では人口は2,888人であったが、プロトヴァ町（1989年の人口7,492人）を併合して現在の人口となった。

## 歴史
今日のジューコフの町は17世紀初頭に遡る。当初は、1656年に製鉄工場が作られたこともあり、ウゴツキー・ザヴォード（Уго́дский Заво́д、「ウゴトカ川の工場」）と呼ばれていた。1780年には工場は閉鎖されるが、ウゴツキー・ザヴォードは周囲のマロヤロスラヴェツ郡の農産品を集散する市場町として存続した。19世紀には地方経済の中心の地位を次第に喪失し、宝飾品などの工芸を主とする静かな村へとなった。
1974年、ウゴツキー・ザヴォードのすぐ南にあるストレルコフカ村に生まれたソ連邦元帥ゲオルギー・ジューコフが没した際、ジューコフを記念してジューコヴォ（Жуково）と改名した。1996年には、数キロ南西にある労働者の多い町プロトヴァを併合して市となり、ジューコフと改名している。市の紋章は、ジューコフ元帥のファーストネームにちなんで聖ゲオルギイを配している。

## 名所
G.K.ジューコフ博物館は、ジューコフ元帥が存命中（ただしニキータ・フルシチョフにより失脚させられていた時期）の1960年に開館した。現在の建物はジューコフの死後に建てられた。彼の生地であるストレルコフカ村にも、彫刻庭園や建物を組み合わせた記念館がある。
ジューコフ地区のタルティノ村は、ナポレオンのロシア侵入（1812年祖国戦争）の際にミハイル・クトゥーゾフ元帥の司令部が一時置かれた場所で、1834年に博物館と記念碑が建てられた。
トロイツコエ村には、18世紀末から19世紀初頭にかけての啓蒙主義者で、ロシア帝国の文化・教育・科学政策を主導した女性貴族エカテリーナ・ダーシュコワ公爵夫人の地所および墓地がある。またスパス＝プログナニエ村には19世紀の数学者パフヌティ・チェビシェフの博物館と墓地がある。

## 経済
ジューコフ市には繊維工場、木材工場、食品工場などが立地している。
最寄の国道はモスクワ・ロスラヴリを経てベラルーシ方面へ向かうA101号線であり、その他には街の数キロ南を、モスクワからブリャンスクを経てウクライナのキエフ方面につながっているM3幹線道路が通る。また、最寄の駅は、モスクワ・ブリャンスク・キエフ間の幹線鉄道に1899年に開設されたオブニンスク駅である。